# アメリカ空軍の航空団一覧
アメリカ空軍の航空団一覧（アメリカくうぐんのこうくうだんいちらん）は、アメリカ空軍において編成されている航空団の一覧である。
アメリカ空軍の航空団（Wing）は、序数航空軍（Numbered Air Force, NAF）隷下の作戦部隊で、航空団は隷下に1個以上の飛行隊（Squadron）を擁しており、航空団と飛行隊の中間組織として作戦群（Operation Group,OG）が編成されている場合も多い。なお、航空団は主要軍団（MAJCOM）直轄部隊もある。

## 主な航空団の種類
- 航空管制航空団（Air Control Wing,ACW）：早期警戒管制機の運用
- 空輸航空団（Airlift Wing,AW）：輸送機の運用
- 基地航空団（Air Base Wing,ABW）：空軍基地の維持管理
- 空地作戦航空団（Air Ground Operations Wing,AGOW）：戦術航空管制
- 航空機動航空団（Air Mobility Wing,AMW）：空中給油機・輸送機の運用
- 航空機動作戦航空団（Air Mobility Operations Wing,AMOW）：兵站調整
- 空中給油航空団（Air Refueling Wing,ARW）：空中給油機の運用
- 爆撃航空団（Bomb Wing,BW）：爆撃機の運用
- 戦闘支援航空団（Combat Support Wing,CSW）：管理支援
- 戦闘航空団（Fighter Wing,FW）：戦闘機・戦闘爆撃機の運用
- 飛行訓練航空団（Flying Training Wing,FTW）：練習機の運用
- ミサイル航空団（Missile Wing,MW）：大陸間弾道ミサイルの運用
- 医療航空団（Medical Wing,MDW）：医療支援
- 偵察航空団（Reconnaissance Wing,RW）：偵察機の運用
- 宇宙航空団（Space Wing,SW）：人工衛星など
- 特殊作戦航空団（Special Operations Wing,SOW）：特殊作戦機の運用
- 試験航空団（Test Wing,TW）：各種航空機による試験
- 気象航空団（Weather Wing,WW）：気象観測・分析など
- 航空団（Wing,WG）：混成での運用

## 1 - 100
| 航空団                           | エンブレム | 所在                                                             | 所属                                   | 装備 |
| -------------------------------- | ---------- | ---------------------------------------------------------------- | -------------------------------------- | --- |
| 第1戦闘航空団（FW）              |            | バージニア州ラングレー・ユースティス統合基地                     | 航空戦闘軍団                           | F-22A、T-38C |
| 第1特殊作戦航空団（SOW）         |            | フロリダ州ハルバート・フィールド                                 | 空軍特殊作戦コマンド                   | AC-130U/J、MC-130P/H、C-145、U-28A、CV-22B |
| 第2爆撃航空団（BW）              |            | ルイジアナ州バークスデール空軍基地                               | 地球規模攻撃軍団                       | B-52H |
| 第3航空団（WG）                  |            | アラスカ州エルメンドルフ・リチャードソン統合基地                 | 太平洋空軍                             | F-22A、E-3B/C、C-12A、C-17A |
| 第4戦闘航空団（FW）              |            | ノースカロライナ州シーモア・ジョンソン空軍基地                   | 航空戦闘軍団                           | F-15E |
| 第5爆撃航空団（BW）              |            | ノースダコタ州マイノット空軍基地                                 | 地球規模攻撃軍団                       | B-52H |
| 第6航空機動航空団（AMW）         |            | フロリダ州マクディール空軍基地                                   | 航空機動軍団                           | KC-135R、C-37A |
| 第7爆撃航空団（BW）              |            | テキサス州ダイエス空軍基地                                       | 航空戦闘軍団                           | B-1B |
| 第8戦闘航空団（FW）              |            | 大韓民国全羅北道群山空軍基地                                     | 太平洋空軍                             | F-16CG/DG |
| 第9偵察航空団（RW）              |            | カリフォルニア州ビール空軍基地                                   | 航空戦闘軍団                           | U-2S、RQ-4A、MC-12W、T-38A |
| 第10基地航空団（ABW）            |            | コロラド州アメリカ空軍士官学校                                   | 空軍参謀本部直属                       | |
| 第11航空団（WG）                 |            | メリーランド州アンドルーズ統合基地                               | 空軍ワシントン地区隊                   | 儀仗隊 |
| 第12飛行訓練航空団（FTW）        |            | テキサス州サン・アントニオ統合基地                               | 航空教育・訓練軍団                     | DA-20、TG-16A、T-6A、UV-18B、T-38C、T-1A |
| 第14飛行訓練航空団（FTW）        |            | ミシシッピ州コロンバス空軍基地                                   | 航空教育・訓練軍団                     | T-6A、T-38C、T-1A |
| 第15航空団（WG）                 |            | ハワイ州パールハーバー・ヒッカム統合基地                         | 太平洋空軍                             | F-22A、C-17A、C-37A、C-40B |
| 第17訓練航空団（TRW）            |            | テキサス州グッドフェロー空軍基地                                 | 航空教育・訓練軍団                     | |
| 第18航空団(WG)                   |            | 日本沖縄県嘉手納基地                                             | 太平洋空軍                             | F-15C/D、KC-135R、E-3B/C、HH-60G、 F-22A |
| 第19空輸航空団（AW）             |            | アーカンソー州リトルロック空軍基地                               | 航空機動軍団                           | C-130H、C-130J |
| 第20戦闘航空団（FW）             |            | サウスカロライナ州ショー空軍基地                                 | 航空戦闘軍団                           | F-16CJ/DJ |
| 第21宇宙航空団（SW）             |            | コロラド州ピーターソン空軍基地                                   | 空軍宇宙軍団                           | PAVE PAWS、BMEWS |
| 第22空中給油航空団（ARW）        |            | カンザス州マッコーネル空軍基地                                   | 航空機動軍団                           | KC-135R、KC-46A |
| 第23航空団（WG）                 |            | ジョージア州ムーディー空軍基地                                   | 航空戦闘軍団                           | A-10C、HC-130J、HH-60G |
| 第24特殊作戦航空団（SOW）        |            | フロリダ州ハルバート・フィールド                                 | 空軍特殊作戦コマンド                   | |
| 第27特殊作戦航空団（SOW）        |            | ニューメキシコ州キャノン空軍基地                                 | 空軍特殊作戦コマンド                   | AC-130W、MQ-1B、MQ-9A、MC-130J、U-28A、CV-22B |
| 第28爆撃航空団（BW）             |            | サウスダコタ州エルスワース空軍基地                               | 航空戦闘軍団                           | B-1B |
| 第30宇宙航空団（SW）             |            | カリフォルニア州ヴァンデンバーグ空軍基地                         | 空軍宇宙軍団                           | |
| 第31戦闘航空団（FW）             |            | イタリアフリウリ＝ヴェネツィア・ジュリア州アヴィアーノ空軍基地   | 在欧アメリカ空軍・アメリカ空軍アフリカ | F-16CG/DG |
| 第33戦闘航空団（FW）             |            | フロリダ州エグリン空軍基地                                       | 航空教育・訓練軍団                     | F-35A |
| 第35戦闘航空団（FW）             |            | 日本青森県三沢基地                                               | 太平洋空軍                             | F-16CJ/DJ |
| 第36航空団（WG）                 |            | グアムアンダーセン空軍基地                                       | 太平洋空軍                             | |
| 第37訓練航空団（TRW）            |            | テキサス州サン・アントニオ統合基地                               | 航空教育・訓練軍団                     | 基礎訓練 |
| 第39基地航空団（ABW）            |            | トルコアダナ県インジルリク空軍基地                               | 在欧アメリカ空軍・アメリカ空軍アフリカ | |
| 第42基地航空団（ABW）            |            | アラバマ州マクスウェル空軍基地                                   | 航空教育・訓練軍団                     | |
| 第45宇宙航空団（SW）             |            | フロリダ州パトリック空軍基地                                     | 空軍宇宙軍団                           | |
| 第46試験航空団（TW）             |            | フロリダ州エグリン空軍基地                                       | 空軍資材軍団                           | 2012年7月不活性化 |
| 第47飛行訓練航空団（FTW）        |            | テキサス州ラフリン空軍基地                                       | 航空教育・訓練軍団                     | T-6A、T-38C、T-1A |
| 第48戦闘航空団（FW）             |            | イギリスサフォークレイクンヒース空軍基地                         | 在欧アメリカ空軍・アメリカ空軍アフリカ | F-15C/D、F-15E、HH-60G |
| 第49航空団（WG）                 |            | ニューメキシコ州ホロマン空軍基地                                 | 航空戦闘軍団                           | MQ-9A |
| 第50宇宙航空団（SW）             |            | コロラド州シュリーヴァー空軍基地                                 | 空軍宇宙軍団                           | DSCS、GPS、DMSP、MILSTAR |
| 第51戦闘航空団（FW）             |            | 大韓民国京畿道烏山空軍基地                                       | 太平洋空軍                             | F-16CG/DG、A-10C |
| 第52戦闘航空団（FW）             |            | ドイツラインラント＝プファルツ州シュパングダーレム空軍基地       | 在欧アメリカ空軍・アメリカ空軍アフリカ | F-16CJ/DJ |
| 第53航空団（WG）                 |            | フロリダ州エグリン空軍基地                                       | 航空戦闘軍団                           | F-15C、F-15E、F-16C、F-22A、F-35A、B-52H、B-1B、B-2A、RQ-4A、MQ-9                                                                                 |
| 第55航空団（WG）                 |            | ネブラスカ州オファット空軍基地                                   | 航空戦闘軍団                           | EC-130H、RC-135S/U/V/W、WC-135B/W、OC-135B、TC-135、E-4B                                                                                          |
| 第56戦闘航空団（FW）             |            | アリゾナ州ルーク空軍基地                                         | 航空教育・訓練軍団                     | F-16A/B/C/D、F-35A |
| 第57航空団（WG）                 |            | ネバダ州ネリス空軍基地                                           | 航空戦闘軍団                           | F-15C、F-15E、F-16C/D、F-22A、A-10C、AC-130U、B-52H、B-1B、B-2A、E-3B/C、E-8C、RC-135V/W、MC-130H、U-28A、KC-135R、C-130E、C-17A、HH-60G、LGM-30G |
| 第58特殊作戦航空団（SOW）        |            | ニューメキシコ州カートランド空軍基地                             | 航空教育・訓練軍団                     | MC-130H/P/J、HC-130P、CV-22B、UH/TH-1H、UH-1N、HH-60G                                                                                             |
| 第59医療航空団（MDW）            |            | テキサス州ラックランド空軍基地                                   | 航空教育・訓練軍団                     | |
| 第60航空機動航空団（AMW）        |            | カリフォルニア州トラヴィス空軍基地                               | 航空機動軍団                           | KC-10A、C-5A/M、C-17A |
| 第62空輸航空団（AW）             |            | ワシントン州ルイス・マッコード統合基地                           | 航空機動軍団                           | C-17A |
| 第67サイバースペース航空団（CW） |            | テキサス州サン・アントニオ統合基地                               | 空軍宇宙軍団                           | |
| 第70情報監視偵察航空団（ISRW）   |            | メリーランド州フォート・ミード                                   | 空軍情報・監視・偵察局                 | |
| 第71飛行訓練航空団（FTW）        |            | オクラホマ州バンス空軍基地                                       | 航空教育・訓練軍団                     | T-6A、T-38C、T-1A |
| 第72基地航空団（ABW）            |            | オクラホマ州ティンカー空軍基地                                   | 空軍資材軍団                           | |
| 第75基地航空団（ABW）            |            | ユタ州ヒル空軍基地                                               | 空軍資材軍団                           | |
| 第76整備航空団（MXW）            |            | オクラホマ州ティンカー空軍基地                                   | 空軍資材軍団                           | |
| 第78基地航空団（ABW）            |            | ジョージア州ロビンス空軍基地                                     | 空軍資材軍団                           | |
| 第79医療航空団（MDW）            |            | メリーランド州アンドルーズ統合基地                               | 空軍ワシントン地区隊                   | |
| 第80飛行訓練航空団（FTW）        |            | テキサス州シェパード空軍基地                                     | 航空教育・訓練軍団                     | T-6A、T-38C |
| 第81訓練航空団（TRW）            |            | ミシシッピ州キースラー空軍基地                                   | 航空教育・訓練軍団                     | 技術訓練 |
| 第82訓練航空団（TRW）            |            | テキサス州シェパード空軍基地                                     | 航空教育・訓練軍団                     | 技術訓練 |
| 第86空輸航空団（AW）             |            | ドイツラインラント＝プファルツ州ラムシュタイン空軍基地           | 在欧アメリカ空軍・アメリカ空軍アフリカ | C-20H、C-21A、C-37A、C-40B、C-130J |
| 第87基地航空団（ABW）            |            | ニュージャージー州マクガイヤ・ディックス・レイクハースト統合基地 | 航空機動軍団                           | |
| 第88基地航空団（ABW）            |            | オハイオ州ライトパターソン空軍基地                               | 空軍資材軍団                           | |
| 第89空輸航空団（AW）             |            | メリーランド州アンドルーズ統合基地                               | 航空機動軍団                           | C-20B、C-32A、C-37A/B、C-40C、VC-25A |
| 第90ミサイル航空団（MW）         |            | ワイオミング州フランシス E.ワーレン空軍基地                      | 地球規模攻撃軍団                       | LGM-30G |
| 第91ミサイル航空団（MW）         |            | ノースダコタ州マイノット空軍基地                                 | 地球規模攻撃軍団                       | LGM-30G |
| 第92空中給油航空団（ARW）        |            | ワシントン州フェアチャイルド空軍基地                             | 航空機動軍団                           | KC-135R |
| 第93空地作戦航空団（AGOW）       |            | ジョージア州ムーディー空軍基地                                   | 航空戦闘軍団                           | |
| 第94空輸航空団（AW）             |            | ジョージア州ドビンス航空予備役基地                               | 空軍予備役軍団                         | C-130H |
| 第95基地航空団（ABW）            |            | カリフォルニア州エドワーズ空軍基地                               | 空軍資材軍団                           | 2012年7月不活性化 |
| 第96試験航空団（TW）             |            | フロリダ州エグリン空軍基地                                       | 空軍資材軍団                           | T-38C、C-12J |
| 第97航空機動航空団（AMW）        |            | オクラホマ州アルタス空軍基地                                     | 航空教育・訓練軍団                     | C-17A、KC-135R、KC-46A |
| 第99基地航空団（ABW）            |            | ネバダ州ネリス空軍基地                                           | 航空戦闘軍団                           | |
| 第100空中給油航空団（ARW）       |            | イギリスサフォークミルデンホール空軍基地                         | 在欧アメリカ空軍・アメリカ空軍アフリカ | KC-135R |

## 300番台以降
| 航空団                         | エンブレム | 所在                                               | 所属                       | 装備                                  |
| ------------------------------ | ---------- | -------------------------------------------------- | -------------------------- | ------------------------------------- |
| 第301戦闘航空団(FW)            |            | テキサス州フォートワース海軍航空基地統合予備役基地 | 空軍予備役軍団             | F-16C                                 |
| 第302空中給油航空団(ARW)       |            | コロラド州 ピーターソン空軍基地                    | 空軍予備役軍団             | C-130                                 |
| 第303航空機システム航空団(ASW) |            | オハイオ州 ライトパターソン空軍基地                | 空軍資材軍団               | Aeronautical Systems Center           |
| 第305航空機動航空団(AMW)       |            | ニュージャージー州 マグワイア空軍基地              | 航空機動軍団               | KC-10 C-17                            |
| 第308兵装システム航空団(ARSW)  |            | フロリダ州 エグリン空軍基地                        | 空軍資材軍団               | 航空兵装センター(Air Armament Center) |
| 第309整備航空団(MXW)           |            | ユタ州 ヒル空軍基地                                | 空軍資材軍団               |                                       |
| 第310宇宙航空団(SW)            |            | コロラド州 シュリーヴァー空軍基地                  | 空軍予備役軍団             |                                       |
| 第311人間システム航空団(HSW)   |            | テキサス州 ブルックス・シティー基地                | 空軍資材軍団               |                                       |
| 第312航空機システム航空団(ASW) |            | オハイオ州 ライトパターソン空軍基地                | 空軍資材軍団               |                                       |
| 第314空輸航空団(AW)            |            | アーカンソー州 リトルロック空軍基地                | 航空教育・訓練軍団         | C-130                                 |
| 第315空輸航空団(AW)            |            | サウスカロライナ州 チャールストン空軍基地          | 空軍予備役軍団             | C-17                                  |
| 第316航空団 (WG)               |            | メリーランド州 アンドルーズ空軍基地                | 空軍ワシントン地区隊 (DRU) | UH-1                                  |
| 第319空中給油航空団(ARW)       |            | ノースダコタ州 グランドフォークス空軍基地          | 航空機動軍団               | KC-135                                |
| 第325戦闘航空団(FW)            |            | フロリダ州 ティンダル空軍基地                      | 航空教育・訓練軍団         | F-15C F-22A                           |
| 第326航空機システム航空団(ASW) |            | オハイオ州 ライトパターソン空軍基地                | 空軍資材軍団               | Aeronautical Systems Center           |
| 第327航空機維持航空団(ASW)     |            | オクラホマ州 ティンカー空軍基地                    | 空軍資材軍団               |                                       |
| 第328兵装システム航空団(ARSW)  |            | フロリダ州 エグリン空軍基地                        | 空軍資材軍団               | 航空兵装センター(Air Armament Center) |
| 第330航空機システム航空団(ASW) |            | ジョージア州 ロビンス空軍基地                      | 空軍資材軍団               |                                       |
| 第341ミサイル航空団(MW)        |            | モンタナ州 マルムストローム空軍基地                | 地球規模攻撃軍団           | ミニットマンIII                       |
| 第349航空機動航空団(AMW)       |            | カリフォルニア州 トラヴィス空軍基地                | 空軍予備役軍団             | KC-10 C-5 C-17                        |
| 第350電子システム航空団(ESW)   |            | マサチューセッツ州 ハンスコム空軍基地              | 空軍資材軍団               | 電子システムセンター                  |
| 第354戦闘航空団(FW)            |            | アラスカ州 アイルソン空軍基地                      | 太平洋空軍                 | A-10 F-16                             |
| 第355戦闘航空団(FW)            |            | アリゾナ州 デビスモンサン空軍基地                  | 航空戦闘軍団               | A-10                                  |
| 第366戦闘航空団(FW)            |            | アイダホ州 マウンテンホーム空軍基地                | 航空戦闘軍団               | F-15C F-15E                           |
| 第374空輸航空団(AW)            |            | 日本 東京都 横田基地                               | 太平洋空軍                 | C-21 C-130                            |
| 第375空輸航空団(AW)            |            | イリノイ州 スコット空軍基地                        | 航空機動軍団               | C-21                                  |
| 第377航空基地航空団(ABW)       |            | ニューメキシコ州 カートランド空軍基地              | 空軍資材軍団               |                                       |
| 第388戦闘航空団(FW)            |            | ユタ州 ヒル空軍基地                                | 航空戦闘軍団               | F-16C                                 |

## 400番台以降
| 航空団                                | エンブレム | 所在                                        | 所属             | 装備                        |
| ------------------------------------- | ---------- | ------------------------------------------- | ---------------- | --------------------------- |
| 第402整備航空団(MXW)                  |            | ジョージア州 ロビンス空軍基地               | 空軍資材軍団     |                             |
| 第403航空団(WG)                       |            | ミシシッピ州 キースラー空軍基地             | 空軍予備役軍団   | WC-130                      |
| 第412試験航空団(TW)                   |            | カリフォルニア州 エドワーズ空軍基地         | 空軍資材軍団     |                             |
| 第419戦闘航空団(FW)                   |            | ユタ州 ヒル空軍基地                         | 空軍予備役軍団   | F-16                        |
| 第433空輸航空団(AW)                   |            | テキサス州 ラックランド空軍基地             | 空軍予備役軍団   | C-5                         |
| 第434空中給油航空団(ARW)              |            | インディアナ州 グリソム空軍予備役基地       | 空軍予備役軍団   | KC-135                      |
| 第435航空基地航空団(ABW)              |            | ドイツ ラムシュタイン空軍基地               | 在欧アメリカ空軍 |                             |
| 第436空輸航空団(AW)                   |            | デラウェア州 ドーバー空軍基地               | 航空機動軍団     | C-5 C-17                    |
| 第437空輸航空団(AW)                   |            | サウスカロライナ州 チャールストン空軍基地   | 航空機動軍団     | C-17                        |
| 第439空輸航空団(AW)                   |            | マサチューセッツ州 ウエストオーバー空軍基地 | 空軍予備役軍団   | C-5                         |
| 第440空輸航空団(AW)                   |            | ノースカロライナ州 ポープ空軍基地           | 空軍予備役軍団   | C-130                       |
| 第442戦闘航空団(FW)                   |            | ミズーリ州 ホワイトマン空軍基地             | 空軍予備役軍団   | A-10                        |
| 第445空輸航空団(AW)                   |            | オハイオ州 ライトパターソン空軍基地         | 空軍予備役軍団   | C-5                         |
| 第446空輸航空団(AW)                   |            | ワシントン州 マッコード空軍基地             | 空軍予備役軍団   | C-17                        |
| 第448兵站線マネージメント航空団(SCMW) |            | オクラホマ州 ティンカー空軍基地             | 空軍資材軍団     |                             |
| 第450電子戦航空団(EWW)                |            | テキサス州 ラックランド空軍基地             | 空軍宇宙軍団     |                             |
| 第452航空機動航空団(AMW)              |            | カリフォルニア州 マーチ空軍予備役基地       | 空軍予備役軍団   | KC-135 C-17                 |
| 第459空中給油航空団(ARW)              |            | メリーランド州 アンドルーズ空軍基地         | 空軍予備役軍団   | KC-135                      |
| 第460宇宙航空団(SW)                   |            | コロラド州 バクリー空軍基地                 | 空軍宇宙軍団     |                             |
| 第478航空機システム航空団(ASW)        |            | オハイオ州 ライトパターソン空軍基地         | 空軍資材軍団     |                             |
| 第480情報航空団(IW)                   |            | バージニア州 ラングレー空軍基地             | 航空戦闘軍団     |                             |
| 第482戦闘航空団(FW)                   |            | フロリダ州 ホームステッド空軍予備役基地     | 空軍予備役軍団   | F-16                        |
| 第498武装システム航空団(ASW)          |            | ニューメキシコ州 カートランド空軍基地       | 空軍資材軍団     |                             |
| 第501戦闘支援航空団(CSW)              |            | イギリス アルコンベリー空軍基地             | 在欧アメリカ空軍 | GSU advocacy and support    |
| 第505指揮統制航空団(CCW)              |            | フロリダ州 ハールバット飛行場               | 航空戦闘軍団     | Operational-level C2        |
| 第507空中給油航空団(ARW)              |            | オクラホマ州 ティンカー空軍基地             | 空軍予備役軍団   | KC-135                      |
| 第508航空宇宙維持航空団(ASW)          |            | ユタ州 ヒル空軍基地                         | 空軍資材軍団     |                             |
| 第509爆撃航空団(BW)                   |            | ミズーリ州 ホワイトマン空軍基地             | 地球規模攻撃軍団 | B-2                         |
| 第512空輸航空団(AW)                   |            | デラウェア州 ドーバー空軍基地               | 空軍予備役軍団   | C-5                         |
| 第514航空機動航空団(AMW)              |            | ニュージャージー州 マグワイア空軍基地       | 空軍予備役軍団   | KC-10 C-17                  |
| 第515航空機動作戦航空団(AMOW)         |            | ハワイ州 ヒッカム空軍基地                   | 航空機動軍団     |                             |
| 第516航空機システム航空団(ASW)        |            | オハイオ州 ライトパターソン空軍基地         | 空軍資材軍団     | Aeronautical Systems Center |
| 第521航空機動作戦航空団(AMOW)         |            | ドイツ ラムシュタイン空軍基地               | 航空機動軍団     |                             |
| 第542戦闘維持航空団(CSW)              |            | ジョージア州 ロビンス空軍基地               | 空軍資材軍団     |                             |
| 第551電子システム航空団(ESW)          |            | マサチューセッツ州 ハンスコム空軍基地       | 空軍資材軍団     | 電子システムセンター        |
| 第552航空統制航空団(ACW)              |            | オクラホマ州 ティンカー空軍基地             | 航空戦闘軍団     | E-3 AWACS                   |
| 第554電子システム航空団(ESW)          |            | マサチューセッツ州 ハンスコム空軍基地       | 空軍資材軍団     | 電子システムセンター        |

## 600番台以降
| 航空団                                | エンブレム | 所在                                            | 所属           | 装備                     |
| ------------------------------------- | ---------- | ----------------------------------------------- | -------------- | ------------------------ |
| 第615事態即応航空団(CRW)              |            | カリフォルニア州 トラヴィス空軍基地             | 航空機動軍団   |                          |
| 第621事態即応航空団(CRW)              |            | ニュージャージー州 マグワイア空軍基地           | 航空機動軍団   |                          |
| 第635兵站線マネージメント航空団(SCMW) |            | イリノイ州 スコット空軍基地                     | 空軍資材軍団   | 地球規模の兵站支援の実施 |
| 第653電子システム航空団(ESW)          |            | マサチューセッツ州 ハンスコム空軍基地           | 空軍資材軍団   | 電子システムセンター     |
| 第688情報作戦団(IOW)                  |            | テキサス州 ラックランド空軍基地                 | 空軍宇宙軍団   |                          |
| 第689戦闘通信団(CCW)                  |            | イリノイ州 スコット空軍基地                     | 空軍宇宙軍団   |                          |
| 第711人間パフォーマンス航空団(HPW)    |            | オハイオ州 ライトパターソン空軍基地             | 空軍資材軍団   |                          |
| 第908空輸航空団(AW)                   |            | アラバマ州 マクスウェル空軍基地                 | 空軍予備役軍団 | C-130                    |
| 第910空輸航空団(AW)                   |            | オハイオ州 ヤングタウン空軍基地                 | 空軍予備役軍団 | C-130                    |
| 第911空輸航空団(AW)                   |            | ペンシルベニア州 ピッツバーグ国際空港           | 空軍予備役軍団 | C-130                    |
| 第914空輸航空団(AW)                   |            | ニューヨーク州 ナイアガラフォールズ空軍基地     | 空軍予備役軍団 | C-130                    |
| 第916空中給油航空団(ARW)              |            | ノースカロライナ州 シーモア・ジョンソン空軍基地 | 空軍予備役軍団 | KC-135                   |
| 第917航空団(WG)                       |            | ルイジアナ州 バークスデール空軍基地             | 空軍予備役軍団 | A-10 B-52                |
| 第919特殊作戦航空団(SOW)              |            | フロリダ州 デューク飛行場                       | 空軍予備役軍団 | MC-130                   |
| 第920救難航空団(RW)                   |            | フロリダ州 パトリック空軍基地                   | 空軍予備役軍団 | HC-130 HH-60             |
| 第927空中給油航空団(ARW)              |            | フロリダ州 マクディール空軍基地                 | 空軍予備役軍団 | KC-135                   |
| 第932空輸航空団(AW)                   |            | イリノイ州 スコット空軍基地                     | 空軍予備役軍団 | C-9 C-40 Clipper         |
| 第934空輸航空団(AW)                   |            | ミネソタ州 ミネアポリス・セントポール国際空港   | 空軍予備役軍団 | C-130                    |
| 第939空中給油航空団(ARW)              |            | オレゴン州 ポートランド国際空港                 | 空軍予備役軍団 | KC-135                   |
| 第940航空団(WG)                       |            | カリフォルニア州 ビール空軍基地                 | 空軍予備役軍団 | KC-135                   |
| 第944戦闘航空団(FW)                   |            | アリゾナ州 ルーク空軍基地                       | 空軍予備役軍団 | F-16                     |

## 番号なし
| 航空団                                     | エンブレム | 所在                                  | 所属         | 任務                                             |
| ------------------------------------------ | ---------- | ------------------------------------- | ------------ | ------------------------------------------------ |
| グローバル・ポジショニング・システム航空団 |            | カリフォルニア州ロサンゼルス空軍基地  | 空軍宇宙軍団 | グローバル・ポジショニング・システム             |
| 打ち上げ・射場システム航空団               |            | カリフォルニア州ロサンゼルス空軍基地  | 空軍宇宙軍団 | デルタロケット アトラス                          |
| 軍事衛星通信航空団                         |            | カリフォルニア州ロサンゼルス空軍基地  | 空軍宇宙軍団 | MILSTAR 防衛衛星通信システム                     |
| 宇宙配備赤外線システム航空団               |            | カリフォルニア州ロサンゼルス空軍基地  | 空軍宇宙軍団 | 宇宙配備赤外線システムによる弾道ミサイル早期警戒 |
| 宇宙開発試験航空団                         |            | ニューメキシコ州 カートランド空軍基地 | 空軍宇宙軍団 | Operationally Responsive Space systems           |
| 宇宙優勢システム航空団                     |            | カリフォルニア州ロサンゼルス空軍基地  | 空軍宇宙軍団 | Offensive & Defensive Counterspace systems       |